# Einfarbige Schweizertaube
| Einfarbige Schweizertaube (Einfarbige Schweizer Taube) | Einfarbige Schweizertaube (Einfarbige Schweizer Taube) |
| Bild gesucht                                           | Bild gesucht                                           |
| ELRT: CH/0416                                          | ELRT: CH/0416                                          |
| ------------------------------------------------------ | ------------------------------------------------------ |
| Rassengruppe                                           | Farbentauben                                           |
| Standardbestimmend im Europäischen Verband:            | Schweiz                                                |
| Liste von Haustaubenrassen                             |                                                        |

Die Einfarbige Schweizertaube ist eine mehrere Jahrhunderte alte Rasse der Haustaube. Sie gilt als Schweizer Ursprungsrasse und gehört zur Gruppe Schweizer Farbentauben. Ihre Zuordnung zu einem Rassenkreis ist nicht möglich. Die Körperform von Berner und Thurgauer Typ ist gleich, sodass ihre einfarbigen Varianten nicht zu unterscheiden sind und als «Einfarbige Schweizer Tauben» zusammengefasst werden. Der Sonderverein der Züchter „Schweizer Taubenrassen“ Deutschlands rechnet sie dennoch den Thurgauer Tauben zu, während Schille und Schütte sie dem Berner Typ zuordnen.

## Eigenschaften
Sie ist eine flugfreudige, sehr temperamentvoll Feldtaube.

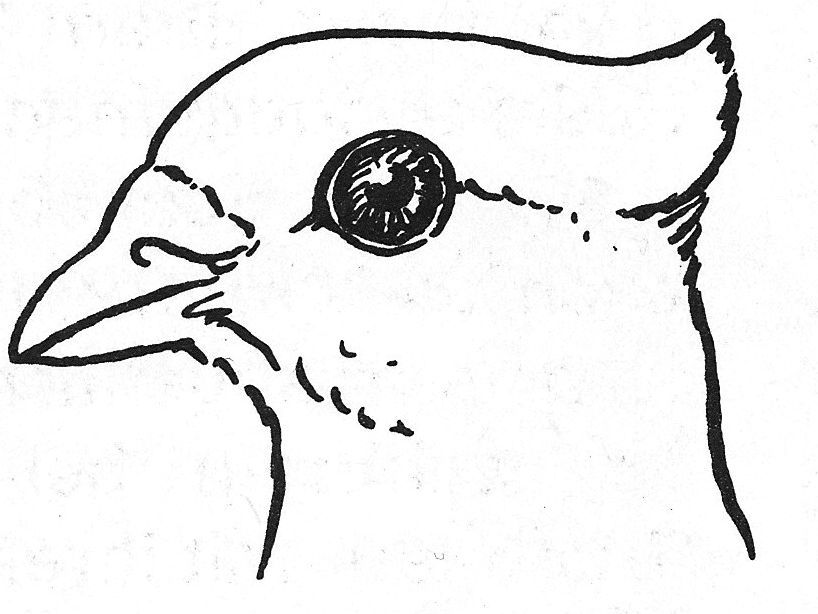
Zeichnung einer Spitzkappe

Man trifft die Einfarbige Schweizertaube stets spitzkappig an.  Die Stirn soll steil ansteigen und abschließend in einem fließenden Schwung im Kamm (Spitzkappe) enden.

## Farben
Im Standard werden fast zwanzig Farbenschläge genannt. Verbreitet sind vor allem die Weissen. Gelegentlich werden auch Blaue mit oder ohne schwarze Binden, Blaugehämmerte und Eisfarbige mit weissen oder ohne Binden ausgestellt.
Ebenfalls anerkannt sind die Farben: Schwarz, Braun, Rot, Gelb, Blaufahl mit oder ohne dunkle Binden, Rot- und Gelbfahl mit oder ohne Binden, Blaufahl-Gehämmert, Rotfahl-Gehämmert und Gelbfahl-Gehämmert. Darüber hinaus sind Schwarze, Braune, Rote, Gelbe und Blaue auch mit weissen Binden bekannt, Schwarz-Weissgeschuppte, Blau-Weissgeschuppte und Katzgraue (Blauschimmel).

## Weiterführende Literatur und Nachweise
1. 1 2  Heini Hofmann: Einfarbige Schweizertaube. (PDF; 1,28 MB) In: www.schweizer-kleintierrassen.ch. Förderverein Schweizer Kleintierrassen FSK, 21. Mai 2008, S. 1–2, archiviert vom Original (nicht mehr online verfügbar) am 5. März 2016; abgerufen am 29. August 2014.  Info: Der Archivlink wurde automatisch eingesetzt und noch nicht geprüft. Bitte prüfe Original- und Archivlink gemäß Anleitung und entferne dann diesen Hinweis.
2. 1 2 3  
Joachim Schütte, Günter Stach, Josef Wolters: Handbuch der Taubenrassen. Josef Wolters, Bottrop 1994, ISBN 3-9801504-4-5, Einfarbige Schweizer Tauben, S. 295.
3. ↑  Schweizer Taubenrassen. In: www.schweizertaube.eu. Sonderverein der Züchter „Schweizer Taubenrassen“ Deutschlands von 1952, archiviert vom Original (nicht mehr online verfügbar) am 4. März 2016; abgerufen am 29. August 2014.  Info: Der Archivlink wurde automatisch eingesetzt und noch nicht geprüft. Bitte prüfe Original- und Archivlink gemäß Anleitung und entferne dann diesen Hinweis.
4. 1 2  
Hans-Joachim Schille: Bildschöne Taubenrassen. von Aachener Bandkröpfer bis Züricher Weißschwanz (= Spezies in Farbe. Band 2). Karin Wolters, Sebnitz 2001, ISBN 3-9806312-2-2, Einfarbige Schweizer Tauben, S. 111.
5. ↑  
Karl Stauber: Farbentauben. Hrsg.: Erich Müller (= Alles über Rassetauben. Band 4). Oertel und Spörer, Reutlingen 2000, ISBN 3-88627-604-X, Einfarbige Schweizertaube, S. 171–172.